# Matt Prater
Matt Prater (født 10. august 1984 i Mayfield Heights, Ohio, USA) er en amerikansk footballspiller, der spiller i NFL som place kicker for Denver Broncos. Prater fik sin NFL-debut i 2007 for Atlanta Falcons, hvor han dog blev fyret på grund af skuffende præstationer. Efter Broncos skilte sig af med deres legendariske kicker Jason Elam blev Prater efterfølgende holdets nye mand på pladsen.

## Klubber
- Atlanta Falcons (2007)
- Denver Broncos (2007–)